# Stade Octávio-Mangabeira
Le stade Octávio-Mangabeira, aussi connu en tant que Fonte Nova, était un stade situé dans la ville de Salvador dans le Bahia au Brésil.

## Histoire
Inauguré en 1951, le stade est rénové en 1971 et sa capacité passe alors de 35 000 à 110 000 spectateurs. 
Après l'écroulement d'une tribune en 2007 faisant 7 morts, le stade est fermé et démoli pour laisser place à une nouvelle enceinte, la Itaipava Arena Fonte Nova. Ce nouvel écrin sera utilisé pour accueillir des matchs de la Coupe du monde de football de 2014.

## Galerie

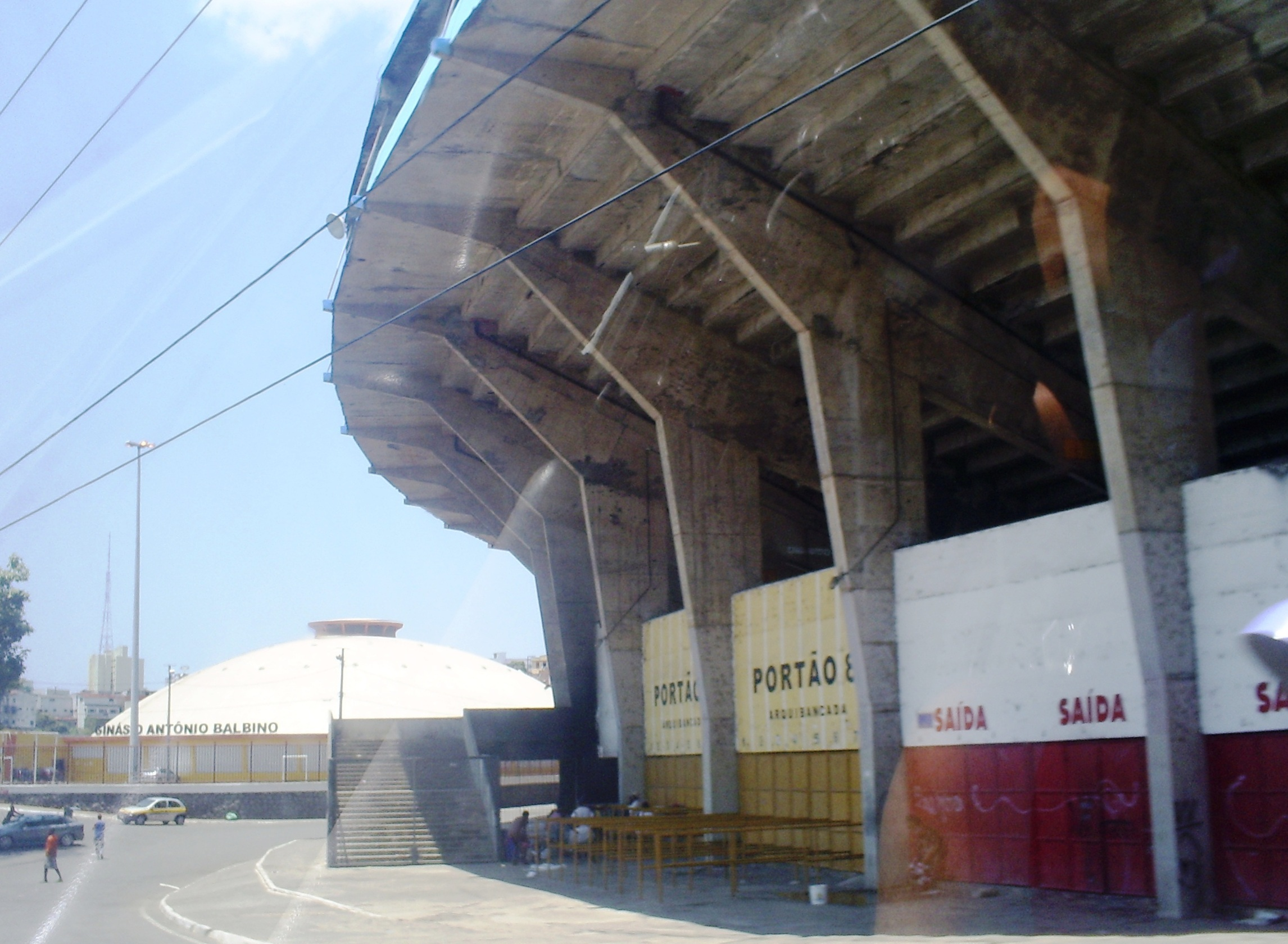
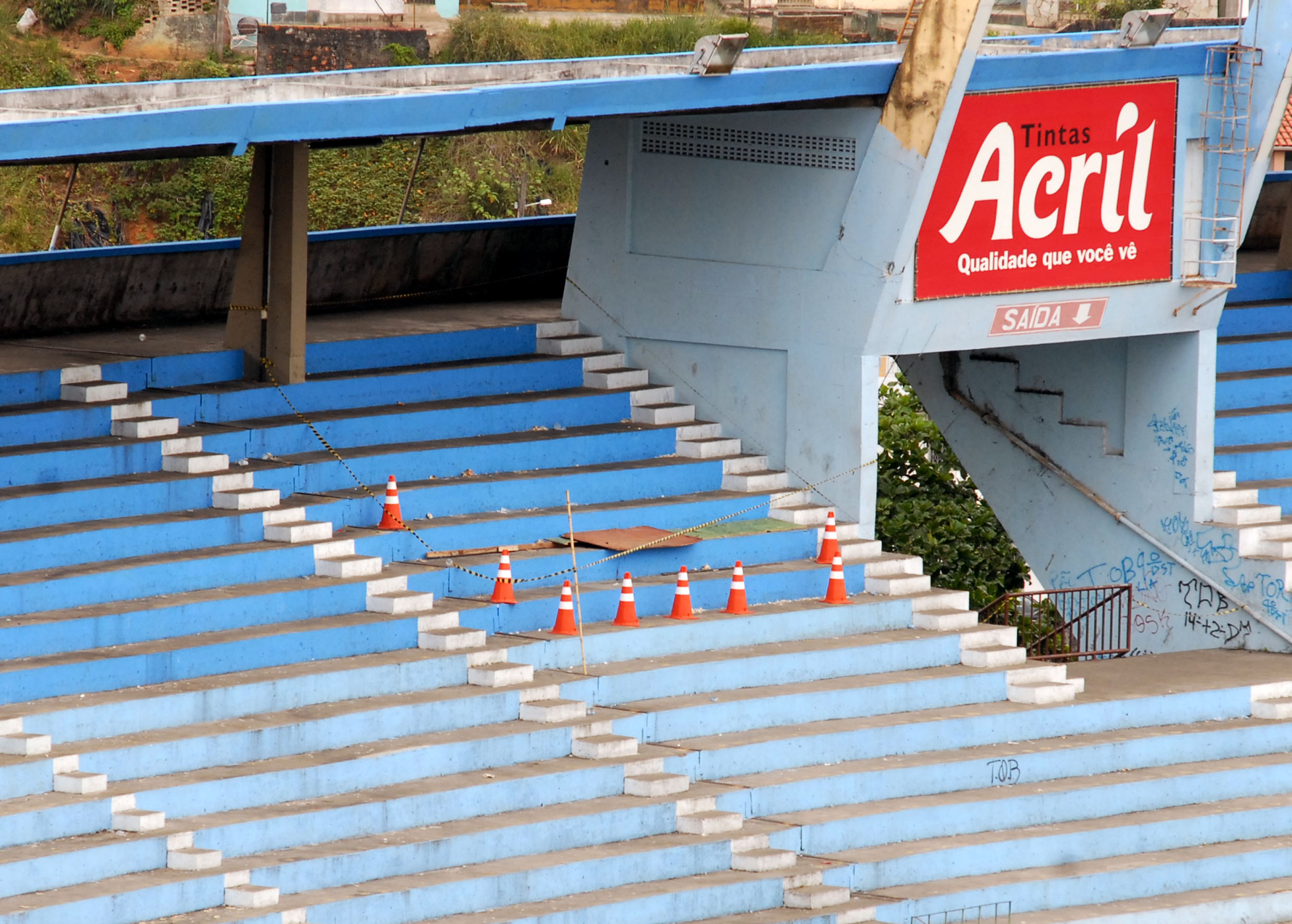
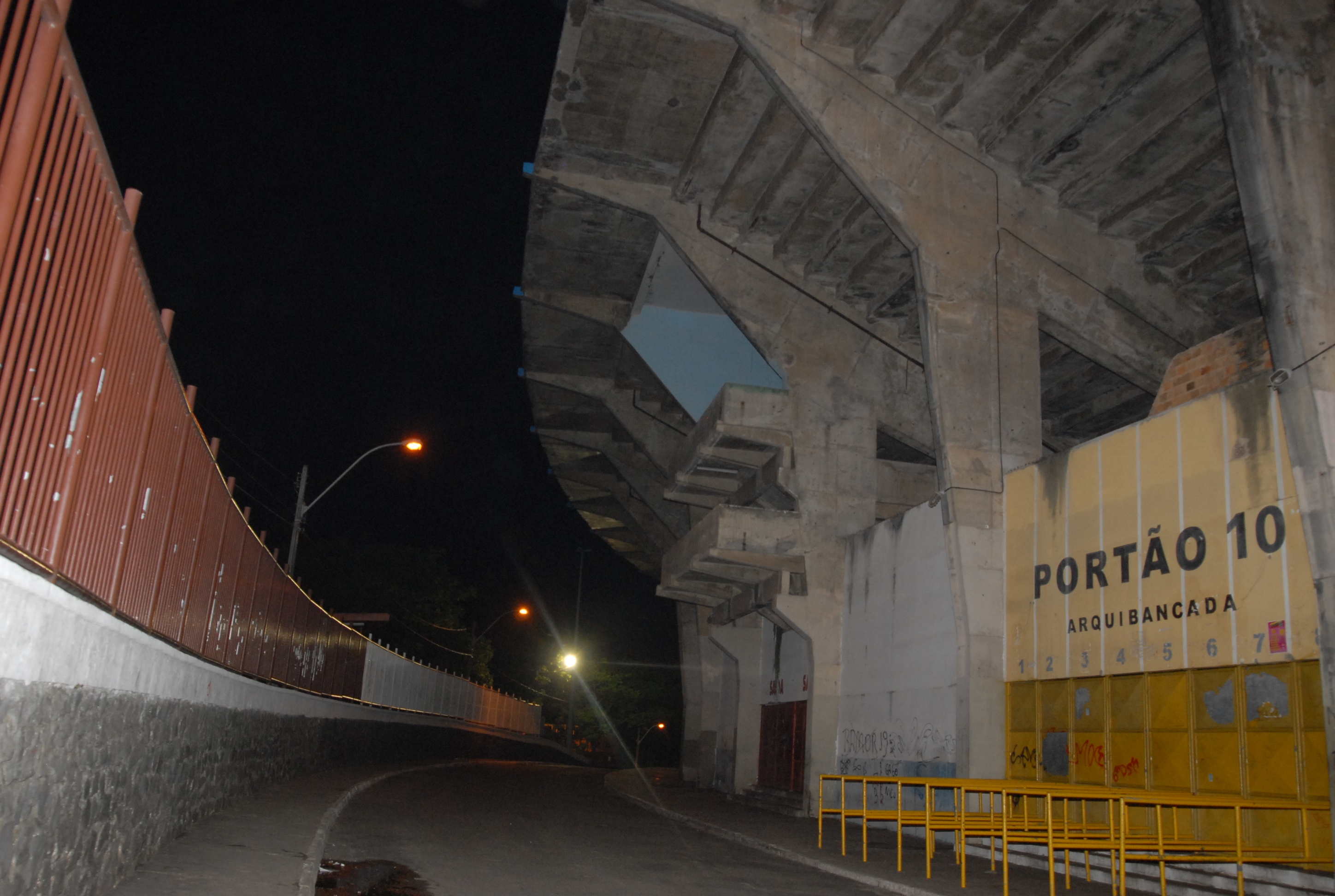
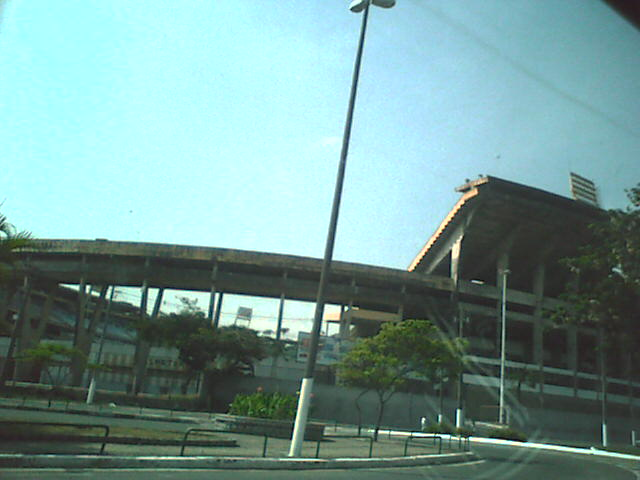
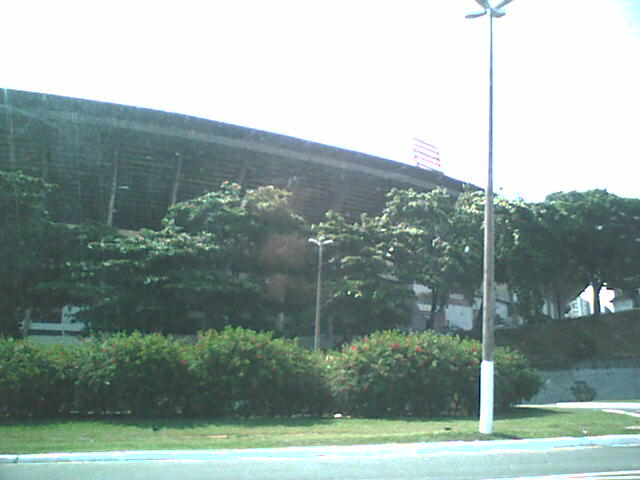
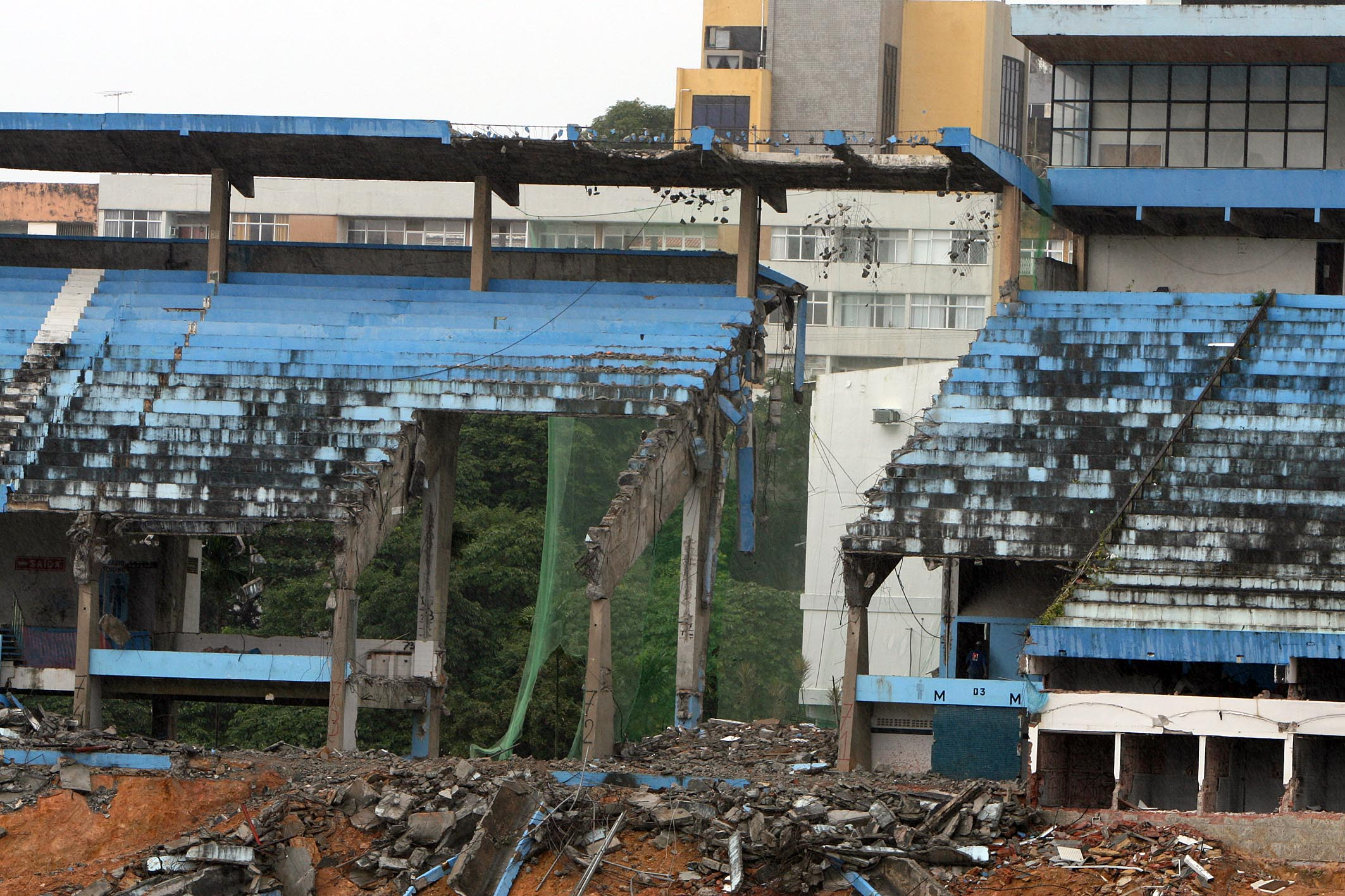